# René-Léon Bourret
Pour les articles homonymes, voir Bourret.
 (mai 2011).
Si vous disposez d'ouvrages ou d'articles de référence ou si vous connaissez des sites web de qualité traitant du thème abordé ici, merci de compléter l'article en donnant les références utiles à sa vérifiabilité et en les liant à la section « Notes et références ».
René-Léon Bourret  est un géologue et un zoologiste français né le 28 janvier 1884 à Nérac (Lot-et-Garonne) et mort le 28 juillet 1957 à Toulouse (Haute-Garonne).

## Biographie
René-Léon Bourret arrive en Indochine française en 1900 dans les rangs de l’armée. Il commence à travailler pour le cadastre en 1907. Après la Première Guerre mondiale, il travaille pour le service de recherche géologique et minière et obtient un doctorat de géologie à l’université de Toulouse. Il commence à faire paraître des études géologiques dans les années 1920 avant de se consacrer aux reptiles et aux amphibiens. En 1925, il devient professeur à l’École supérieure des sciences de l’université indochinoise d’Hanoï.
Il fait paraître en 1934 Sur une petite collection de serpents du Tonkin. À partir de cette année-là, il commence la publication de sa série Notes herpétologiques sur l'Indochine française.
En 1936-1937, il fait paraître une importante faune sur les serpents, Les Serpents de l'Indochine. En 1938, il signe un manuel d’information sur Les Serpents venimeux en Indochine. Son livre sur Les Tortues de l'Indochine, paru en 1941, devient un ouvrage de référence encore réédité de nos jours. Outre une importante partie consacrée à la taxinomie, Bourret donne des indications sur la pêche et l'élevage des tortues de mer. Il s’intéresse aussi aux oiseaux et aux mammifères conservés dans les collections de l’Université indochinoise.
Il reste à Hanoï durant l’occupation japonaise mais doit partir dans le sud du pays avec l’arrivée des troupes nationalistes. Il revient en France en mai 1947 et s’installe à Toulouse. Il cesse alors tout travail scientifique et meurt dans une relative solitude. La plupart de ses spécimens et de ses types sont conservés par les muséums de Paris et de Toulouse.